# RK Celje
El RK Celje Pivovarna Laško es un club de balonmano de Celje, Eslovenia. Fueron los campeones de Europa en la temporada 2003-04. El equipo juega sus partidos de casa en el Arena de Zlatorog, un pabellón de balonmano con capacidad para unas 5500 personas en la ciudad de Celje. El club es famoso entre otras cuestiones por su trabajo con las categorías inferiores, teniendo una de las canteras más prolíficas del balonmano continental y por sus seguidores apasionados y entregados.

## Historia
El primer partido de balonmano en Celje fue en el año 1942. Después de la Segunda Guerra Mundial, el balonmano se convertía en el deporte más popular en esta ciudad eslovena. Por mayo de 1945, había ya dos equipos constituidos en Celje: Celje y Olimp. Los dos equipos eran rivales de ciudad y jugaban partidos en cadena el uno contra el otro. Por lo tanto, el año 1946 es el comienzo oficial de balonmano en Celje.
En 1947, los dos equipos rivales finalmente se unieron para formar una sociedad de deportes nueva, el drustvo de Å portno Kladivar. Entre los 21 deportes que se incorporaban en esta asociación, era el club de balonmano. La primera temporada de la liga nacional empezaba en 1949, y Celje ganaba el primer título entre la competencia de otros seis equipos sin ninguna derrota. Los ganadores pasan como un rayo continuado hasta 1954; con una excepción de un solo|único sorteo en contra de otros equipos eslovenos. El conocimiento y habilidad del juego se transfería con éxito de un antiguo jugador de balonmano nacional alemán y un WWII POW Fritz Knoffler, y gracias a él, el club de balonmano de Celje era ya uno de los mejores de antigua Yugoslavia. La primera temporada de liga yugoslava donde participaba el club de balonmano de Celje, estaba en 1950. Pero sin embargo, el interés en el deporte de balonmano de cancha grande se estaba perdiendo lentamente en los años 1950. La mayor parte de los equipos entonces se convertía en un balonmano de cancha pequeña, que se estaba volviendo cada vez más popular. La primera generación de jugadores de Celje empezaba a practicar balonmano de arena pequeño, y jugaba a su primer juego en|sobre hormigón, en|sobre el abierto, delante de la estación ferroviaria local. Jugaban contra club de balonmano de Ljubljana y ganaban con 43:4 asombroso. En 1953, la primera tal temporada de liga en Yugoslavia había empezado, pero el equipo de Celje solamente tenía un último lugar decepcionante entre los seis equipos. El club de balonmano de Celje no tenía así éxito como previsto, ya que estaban jugando en una liga regional hasta 1961, cuándo después fallaban dos a cualificación en 1959 y finalmente conseguían 1960, entrar en la Primera República (Esloveno) League. Con este acontecimiento, el aumento del balonmano de arena pequeño (balonmano como lo sabemos hoy) en Celje empezaba.
Mientras tanto, jugadores con talento del equipo de joven de Celje (como Persinger, Teli, los hermanos de Gorsi etc.) dirigido|conducido por Joe Kuzma con la ayuda de Tone Gorsi y Franc Ramskugler se había convertido 4 tiempo vice-campeones consecutivos del joven First Republican League. En el invierno de 1964, el ŽRK Celje de rivales de ciudad nuevo y Partizan Celje, unificado una vez más bajo el nombre de ŽRK Celje. En el mismo año, ŽRK Celje le convenía al vice-campeón esloveno. Un año más tarde, valían rivales, Ljubljana, con el resultado de 17:11, a la copa|taza nacional eslovena contra su arco. En la nueva 1965/66 temporada, Celje finalmente se convertía en la república eslovena primero campeones de liga, y después de la cualificación satisfactoria uno temporada posterior en Slavonski Brod, finalmente se convertía miembros de la élite Primer Balonmano Federal Yugoslavo League. La temporada virginal en la primera liga yugoslava no tenía así éxito, como Celje era relegado de vuelta a la liga de república (la Primera liga Republicana eslovena era fundamentalmente la segunda división yugoslava), pero conseguía volver a la primera liga la temporada siguiente. Jure Koren era el primer jugador de Celje que era preparado en el equipo nacional yugoslavo. Celje conseguía quedarse en la primera división para tres temporadas, cuándo se relegaba una vez más a un Segundo Balonmano Federal yugoslavo nuevamente establecido League en 1971. Tonifique Gorsi y Franc Ramskugler creaba una nueva generación de jugadores, como Peunik, Luskar, Mrovlje y otros, con el apoyo de más jugadores experimentados como Marguc, Koren, Levstik y Pucko. El equipo de Celje estaba jugando en la segunda división para cuatro plenas temporadas, ganando experiencia valiosa y habilidad. El trabajo sobre los jugadores jóvenes había compensado de, ya que en 1976, en el Arena Golovec nuevo, el equipo de Celje golpeaba Veles en la cualificación, y una vez más le convenía a un miembro de la primera división. El éxito de recobrar un lugar entre la élite obviamente tenía un impacto positivo, porque el equipo de Celje conseguía venir a tres finales de Copa|Taza yugoslavas, aunque los tres de ellos se hacían, perder a Partizan en 1976, Medvesakin 1978 y Metaloplastika en 1980. La estrella de este equipo satisfactorio era Vlado Bojovi, que tenía también éxito en el equipo nacional, donde tocaba 108 correspondencias|partidos que marcaban 124 objetivos. Era el capitán del equipo nacional nueve veces, y participaba en dos copas|tazas mundiales en 1978 y 1982. Era también parte del equipo en|sobre 1976 Juegos Olímpicos de Verano de Montreal, haciendo de él al jugador esloveno más con éxito, que jugaba para|por Celje. El equipo de joven de Celje, por otra parte, era ya los primeros campeones de división dentro 1977, 1979, 1980 y 1982, y vice-campeones en 1976, 1978, 1981, 1987 y 1988.
En 1978 el patrocinio del equipo estaba en manos de Aero. Después de dos consecutivo 7os lugares en la primera división, Celje era relegado otra vez en la 1978/79 temporada, volvía en 1983/84 temporada, pero era relegado de vuelta en la segunda división el mismo año. Una siete crisis de año ocurría, cuándo estaba luchando Celje incluso en la segunda división hasta la temporada 1988/89, cuándo estaban preparando a un equipo nuevo, mejor, que sería competente de recobrar una posición en la primera división.

### Historia reciente
En 1990, la empresa local Pivovarna Laško (Laško Brewery) empezó a contribuir enormemente en la prosperidad económica del club, relación que dura hoy en día (2008). 
En la temporada 1990-1991|91 el equipo se proclamaba campeón de la segunda división yugoslava, lo que le proporcionaba la plaza directa para competir la siguiente temporada en primera división. Poco duraron las celebraciones en Celje ya que Eslovenia declaraba su independencia de Yugoslavia el 26 de junio de 1991. Aquí se acababan las esperanzas por competir en una de las ligas más potentes del continente europeo hasta la fecha.
De los años 1991 a 2000 el Celje Pivovarna Laško dominaba la liga doméstica, ganando todas las temporadas. Añadiendo al palmarés del club, los 17 trofeos de los equipos de base en los mencionados nueve años. Los directivos del Celje eran los más activos en la creación de la Federación Eslovena de Balonmano. El primer partido del equipo nacional esloveno se disputaba en el Arena Golovec el 18 de marzo de 1992, con amplia representación de jugadores del Celje Pivovarna Laško.

## Plantilla 2024-25
|  | Porteros - 01 Jan Češek - 12 Željko Kozina - 99 Gal Gaberšek Extremos derechos - 03 Luka Perić - 08 Žiga Belej Extremos izquierdos - 06 Tadej Mazej - 88 Filip Rakita Pívots - 21 Leon Gregorič - 23 Oleksandr Onufriienko - 44 Jesus Hurtado Vergara | Laterales izquierdos - 07 Alex Bognár - 24 Uroš Milićević - 34 Tio Malović Centrales - 14 Vukašin Antonijević - 35 Andraž Makuc Laterales derechos - 04 Mai Marguč - 55 Žiga Mlakar |

## Palmarés
- 26 Liga de balonmano de Eslovenia: 1991-92, 1992-93, 1993-94, 1994-95, 1995-96, 1996-97, 1997-98, 1998-99, 1999-00, 2000-01, 2002-03, 2003-04, 2004-05, 2005-06, 2006-07, 2007-08, 2009-10, 2013-14, 2014-15, 2015-16, 2016-17, 2017-18, 2018-19, 2019-20, 2021-22, 2022-23
- 23 Copa de Eslovenia de balonmano: 1991-92, 1992-93, 1993-94, 1994-95, 1995-96, 1996-97, 1997-98, 1998-99, 1999-00, 2000-01, 2003-04, 2005-06, 2006-07, 2007-08, 2009-10, 2012, 2013, 2014, 2015, 2016, 2017, 2018, 2023
- 1 Copa de Europa: 2003-04
- 1 Supercopa de Europa: 2003-04